# Stordalstjärnen, Jämtland
Stordalstjärnen är en sjö i Åre kommun i Jämtland och ingår i Indalsälvens huvudavrinningsområde.